# Boone County, Arkansas
Boone County är ett county i delstaten Arkansas i USA. Befolkningen uppgick 2010 i 36 903. Den administrativa huvudorten (county seat) är Harrison. Boone County är Arkansas 62:a county och grundades 9 april 1869. Det är förbjudet att sälja alkohol i countyt.
North Arkansas College ligger i Boone County.

## Historia
Boone County grundades från den östra delen av Carroll County och hette vid den tiden bara Boon (eng.: ung. välsignelse). Många tror att staden döptes efter Daniel Boone, något som dock inte stämmer.

## Geografi
Countyt ligger i den nordvästra delen av Arkansas och gränsar till Missouri i norr. Enligt United States Census Bureau har countyt en areal på 1 559 km² varav 1 531 km² är land och 28 km² (1,77%) är vatten.
Boone ligger helt och hållet inom Ozarkbergen och Bostonbergen ligger strax söder om countyt.

### Angränsande countyn
- Taney County, Missouri (norr)
- Marion County (ost)
- Searcy County (sydost)
- Nerwton County (syd)
- Carroll County (väst)

### Orter
- Alpena (delvis i Carroll County)
- Bellefonte
- Bergman
- Diamond City
- Everton
- Harrison (huvudort)
- Lead Hill
- Omaha
- South Lead Hill
- Valley Springs
- Zinc